# Zeuzerodes albiapicata
Zeuzerodes albiapicata är en fjärilsart som beskrevs av W. Warren 1900. Zeuzerodes albiapicata ingår i släktet Zeuzerodes och familjen Thyrididae. Inga underarter finns listade i Catalogue of Life.